# Höj inte bron, sänk floden
Höj inte bron, sänk floden (engelska: Don't Raise the Bridge, Lower the River) är en brittisk komedifilm från 1968 i regi av Jerry Paris.
Filmen är baserad på Max Wilks roman med samma namn.

## Handling
Den kufiske mångsysslaren George Lester lyckas komma över några hemliga ritningar till en elektron-borr så att han kan återställa sitt hus som han förstört i hustruns frånvaro och därmed rädda sitt äktenskap. 

## Rollista i urval
- Jerry Lewis - George Lester
- Jacqueline Pearce - Pamela Lester
- Terry-Thomas - H. William Homer
- Bernard Cribbins - Fred Davies
- Patricia Routledge - Lucille Beatty
- Nicholas Parsons - Dudley Heath
- Colin Gordon - mr Hartford
- John Bluthal - dr Pinto
- Michael Bates - dr Spink
- Margaret Nolan - sjuksköterskan
- Harold Goodwin - Six-Eyes Wiener